# Bertone
Bertone, anche nota come Carrozzeria Bertone, è stata una carrozzeria italiana fondata a Torino nel novembre del 1912 da Giovanni Bertone.

## Storia

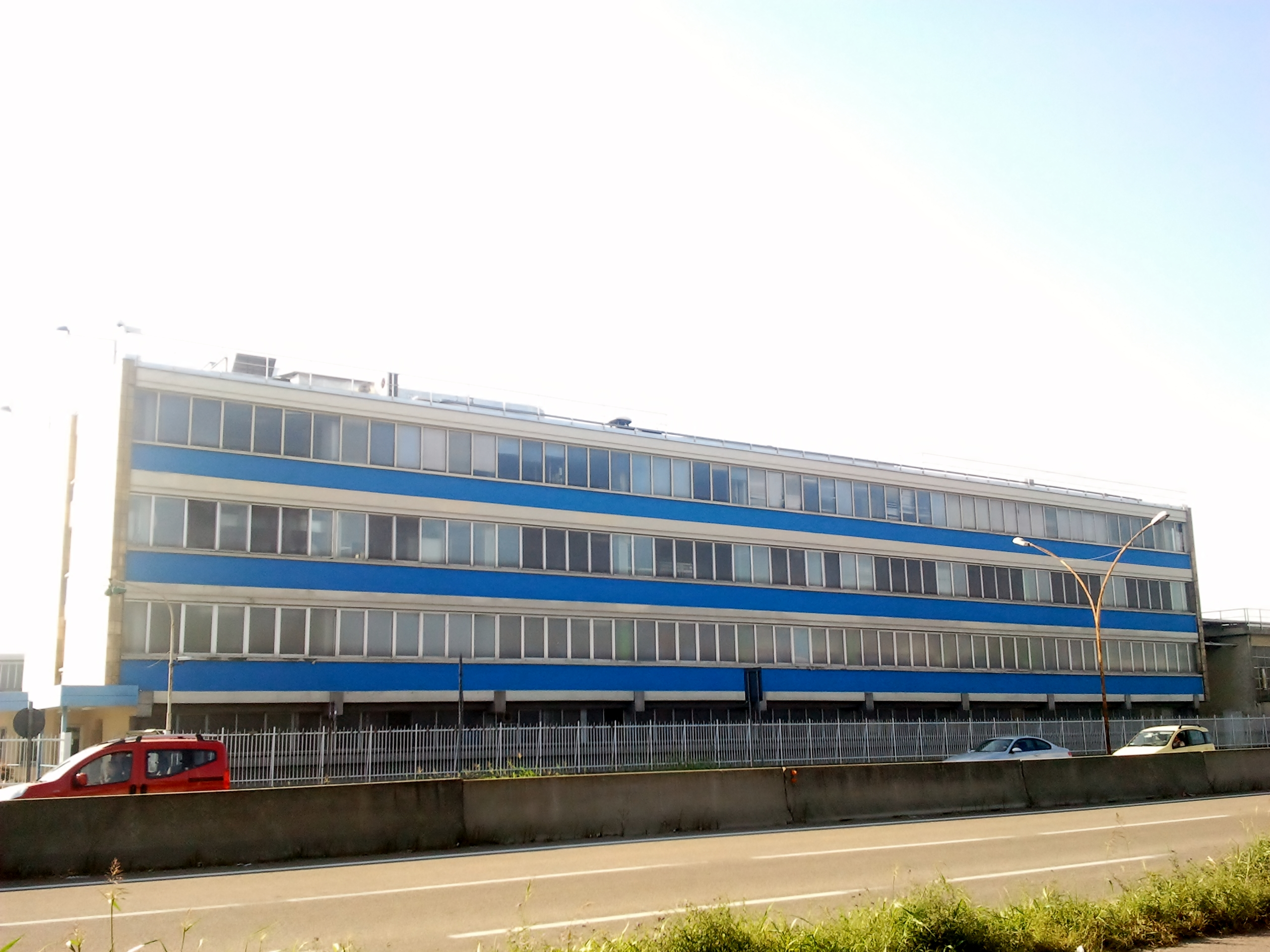
La carrozzeria Bertone

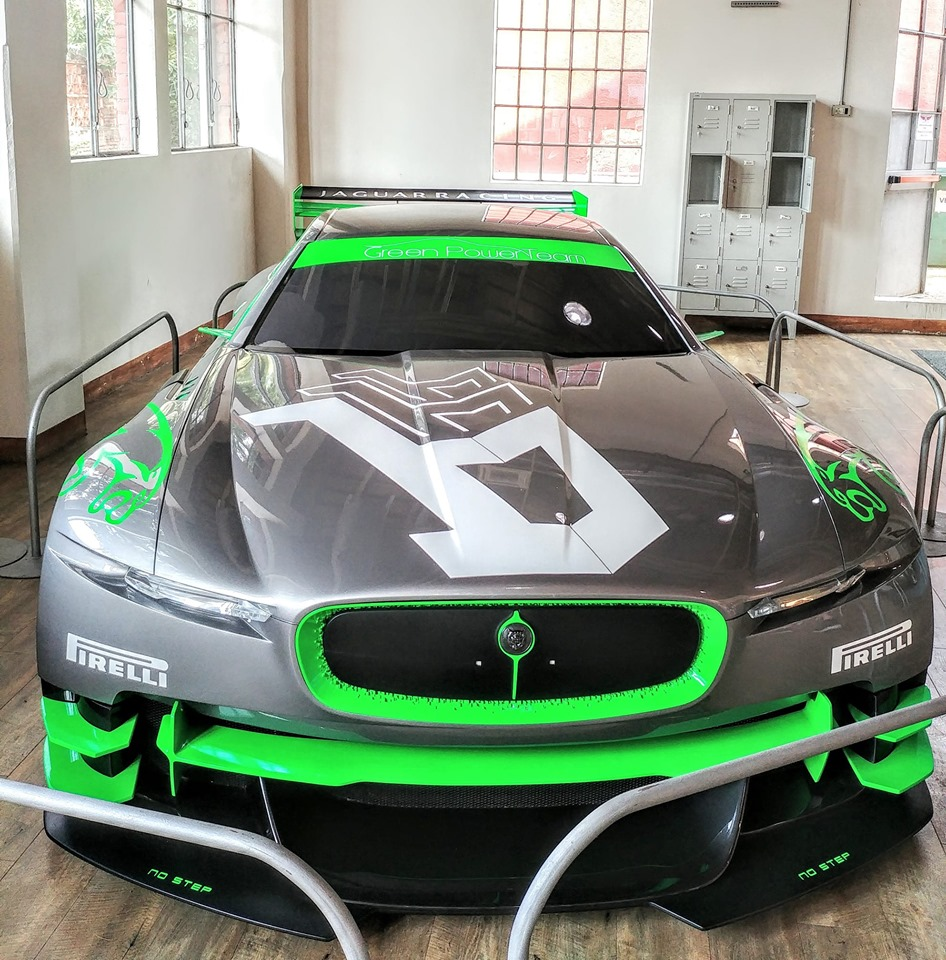
Bertone Jaguar B99 esposta al Parco e Museo di Volandia

### Origini
Storicamente Bertone ha collaborato con numerose case automobilistiche, firmando modelli di punta quali Lamborghini Countach, Lancia Stratos, Fiat X1/9, Lamborghini Miura e la serie X della Citroën.
L'azienda si è sviluppata per iniziativa di Nuccio Bertone (1914-1997), figlio del fondatore Giovanni. Fra i designer nati in Bertone compaiono Marcello Gandini e Giorgetto Giugiaro.

### La morte di Nuccio Bertone e la crisi
Dopo la morte di Nuccio Bertone, la società affrontò alcuni problemi economici e organizzativi, attraversando uno dei momenti peggiori dopo l'annullamento del contratto produttivo con la FIAT, che non acconsentì alla Bertone di produrre l'Alfa Romeo GT, preferendo il proprio stabilimento di Pomigliano d'Arco.
La crisi aziendale creò anche tensioni all'interno della famiglia Bertone, al punto da mettere la madre, signora Lilly, contro le figlie Barbara e Marie Jeanne.
Fra le varie trattative di acquisizione, nel 2007 si era fatta avanti la DR, intesa poi non conclusa per decisione della dirigenza Bertone.

### Vendita e ultimi anni
Il 23 gennaio 2008, dopo la lunga crisi, l'azienda fu venduta da Lilly Bertone, la presidente, a Domenico Reviglio, presidente del gruppo Keiber; la Procura indagò su tale cessione ed ipotizzò il reato di bancarotta fraudolenta.
Nei primi giorni di dicembre 2008 il designer statunitense Jason Castriota della Pininfarina, è passato allo Stile Bertone diventandone direttore stilistico. Castriota per Pininfarina realizzò molte auto, fra cui la Ferrari P4/5, la Maserati Birdcage 75th, Rolls Royce Hyperion, e collaborò per la realizzazione di Maserati GranTurismo, Ferrari 599 GTB Fiorano.
La Carrozzeria Bertone (all'epoca con circa 1100 dipendenti), compresa la holding, fu dichiarata in stato di insolvenza nel 2008 e i 3 commissari straordinari, nominati dal Ministero dello Sviluppo Economico, richiesero l'amministrazione straordinaria per procedere alla redazione di un programma di cessione dell'azienda e alla pubblicazione del relativo bando di gara.
Il 6 agosto 2009 il Ministro dello sviluppo economico autorizzò la cessione dello stabilimento Bertone di Grugliasco al gruppo Fiat, col nuovo nome di FGA-OAG (Officine Automobilistiche Grugliasco). Il marchio Bertone è rimasto di proprietà della famiglia ma ha abbandonato completamente la produzione in serie di automobili.
Nel 2009 la proprietà del marchio venne acquisita dalla Bertone Cento.
Stabilita la sede a Caprie in Valle di Susa, fu dunque operata una ristrutturazione come azienda di servizi a ciclo completo nel settore dell'automotive, del transportation e dell'engineering, mantenendo la produzione di autovetture fuoriserie in esemplari unici allestiti artigianalmente. Nel 2009 venne nominato direttore del design Mike Robinson. Per il centenario dell'Alfa Romeo fu realizzato il prototipo la Bertone Alfa Romeo Pandion, esposto al Salone di Ginevra nel 2010. Sempre nel 2010 la Bertone aprì una sede in Cina per proporre autovetture fuoriserie sul principale mercato mondiale automobilistico, esponendo la Pandion al salone di Hong Kong.
Nel luglio 2014 venne dichiarato il fallimento dal Tribunale di Torino, con il licenziamento di circa 100 dipendenti della Bertone Stile.

### Dopo il fallimento
Frattanto nel maggio del 2013 i diritti di licenza d'uso dello storico marchio vennero concessi, solo per alcune specifiche applicazioni e con scadenza al 31 dicembre 2020, dalla Bertone Cento alla Bertone Design, società avente sede a Milano, guidata dall'architetto Aldo Cingolani e sostenuta da un gruppo di imprenditori. La Bertone Design opera anche nel settore ferroviario, il suo progetto di Trenitalia è il treno regionale Alstom Coradia Meridian "Jazz" di Alstom.
Il marchio Bertone è stato acquistato da Akka Technologies per 2,6 milioni di euro più tasse. Questa azienda ingegneristica è attiva nel campo automobilistico, ferroviario e aerospaziale; i diritti di utilizzo del marchio sono condivisi con Bertone Design che non ha l'autorizzazione per utilizzarlo nel campo automobilistico.
Nel 2020, il Gruppo Adecco ha acquistato AKKA Technologies, ma il marchio Bertone fu ceduto alla Ideactive di Mauro e Jean-Franck Ricci.
Nel dicembre 2022 è stata annunciata la GB110, la cui produzione è prevista in 33 esemplari, il cui nome celebra il 110º anniversario del marchio.
Nel dicembre 2023 la vettura ha affrontato gli ultimi test pre-produzione. Nel giugno 2024, la Bertone GB110 è stata presentata al pubblico.

### Il Museo
Nel 2012, presso la sede della società, è stato aperto il museo Bertone dove è custodita una collezione di auto storiche.
Successivamente, il Museo è stato messo all'asta e acquistato dall'ASI, che espone attualmente la collezione presso il museo Volandia.

## Modelli di autovettura
Modelli Bertone dagli anni 2000 ad oggi

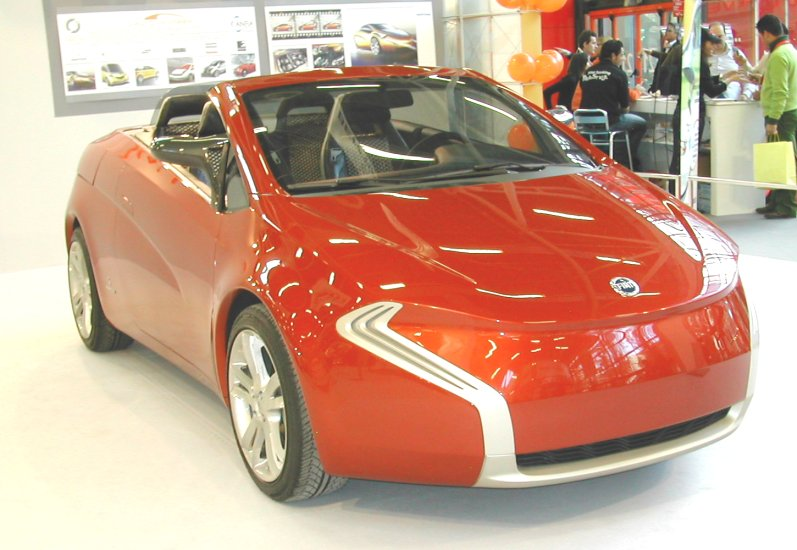
Una delle "concept car", la Bertone Suagnà su meccanica Fiat Grande Punto

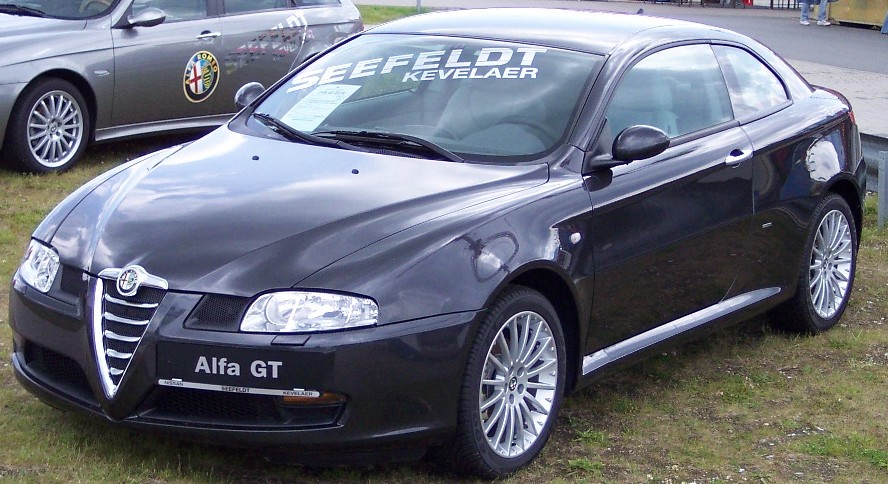
Alfa Romeo GT

- 2013: Aston Martin Bertone Jet 2+2
- 2012: Bertone Nuccio
- 2011: Jaguar B99
- 2010: Alfa Romeo Pandion
- 2009: Riich G6
- 2009: Riich G5
- 2009: Bertone Mantide
- 2008: Bertone BAT 11
- 2007: Fiat Barchetta Concept
- 2006: Bertone Suagnà
- 2006: BMW Mini Cooper S John Cooper Works GP Kit (solo produzione)
- 2005: Cadillac Villa
- 2004: Alfa Romeo GT
- 2004: Aston Martin Bertone Jet 2
- 2003: Bertone Birusa
- 2002: Fiat Panda
- 2002: Saab Novanta
- 2001: Bertone Filo
- 2000: Opel Astra Cabrio
- 2000: Bertone Slim

Modelli Bertone degli anni '90
- 1999: Opel Astra Coupé
- 1999: Alfa Romeo Bella
- 1999: BMW C1
- 1997: Citroën Berlingo
- 1996: Fiat Bravo Enduro
- 1996: Scania Serie 4
- 1995: Lancia Kayak
- 1994: Porsche Karisma[30]
- 1994: Bertone ZER
- 1994: Bertone Punto Racer
- 1994: Fiat Punto Cabrio
- 1993: Opel Astra Cabrio
- 1993: Citroën Xantia
- 1992: Freeclimber 2
- 1992: Bertone Blitz
- 1991: Citroën ZX
- 1991: Lotus Emotion
- 1990: Daewoo Espero
- 1990: Chevrolet Nivola

Modelli Bertone degli anni '80
- 1989: Bertone Freeclimber
- 1989: Citroën XM
- 1999: Lamborghini Genesis
- 1987: Škoda Favorit
- 1986: Opel Kadett Cabrio
- 1986: Citroën Zabrus
- 1985: Volvo 780
- 1984: Alfa Romeo 90
- 1984: Bertone Ramarro
- 1982: Citroën BX
- 1981: Fiat Ritmo Cabrio
- 1980: Lamborghini Athon

Modelli Bertone degli anni '70
- 1979: Volvo Tundra
- 1978: Fiat X1/9 (seconda serie)
- 1978: Lancia Sibilo
- 1977: Volvo 262 C
- 1976: Alfa Romeo Navajo
- 1976: Ferrari Rainbow
- 1976: Fiat 131 Abarth Rally
- 1975: Volkswagen Polo I
- 1975: Dallara Icsunonove
- 1974: Innocenti Mini 90/120
- 1974: Audi 50
- 1974: Lancia Stratos
- 1974: Lamborghini Bravo
- 1974: 127 Village
- 1973: Ferrari Dino 308 GT4
- 1973: NSU Trapeze
- 1972: Citroën GS Camargue
- 1972: Fiat X1/9
- 1972: Lamborghini Countach
- 1972: Maserati Khamsin
- 1971: Lamborghini Urraco
- 1970: Lamborghini Jarama
- 1970: Alfa Romeo Montreal
- 1970: Lancia Stratos Zero

Modelli Bertone degli anni '60
- 1969: BMW 2800 Bertone Spicup
- 1969: Iso Rivolta Lele
- 1969: Autobianchi Runabout

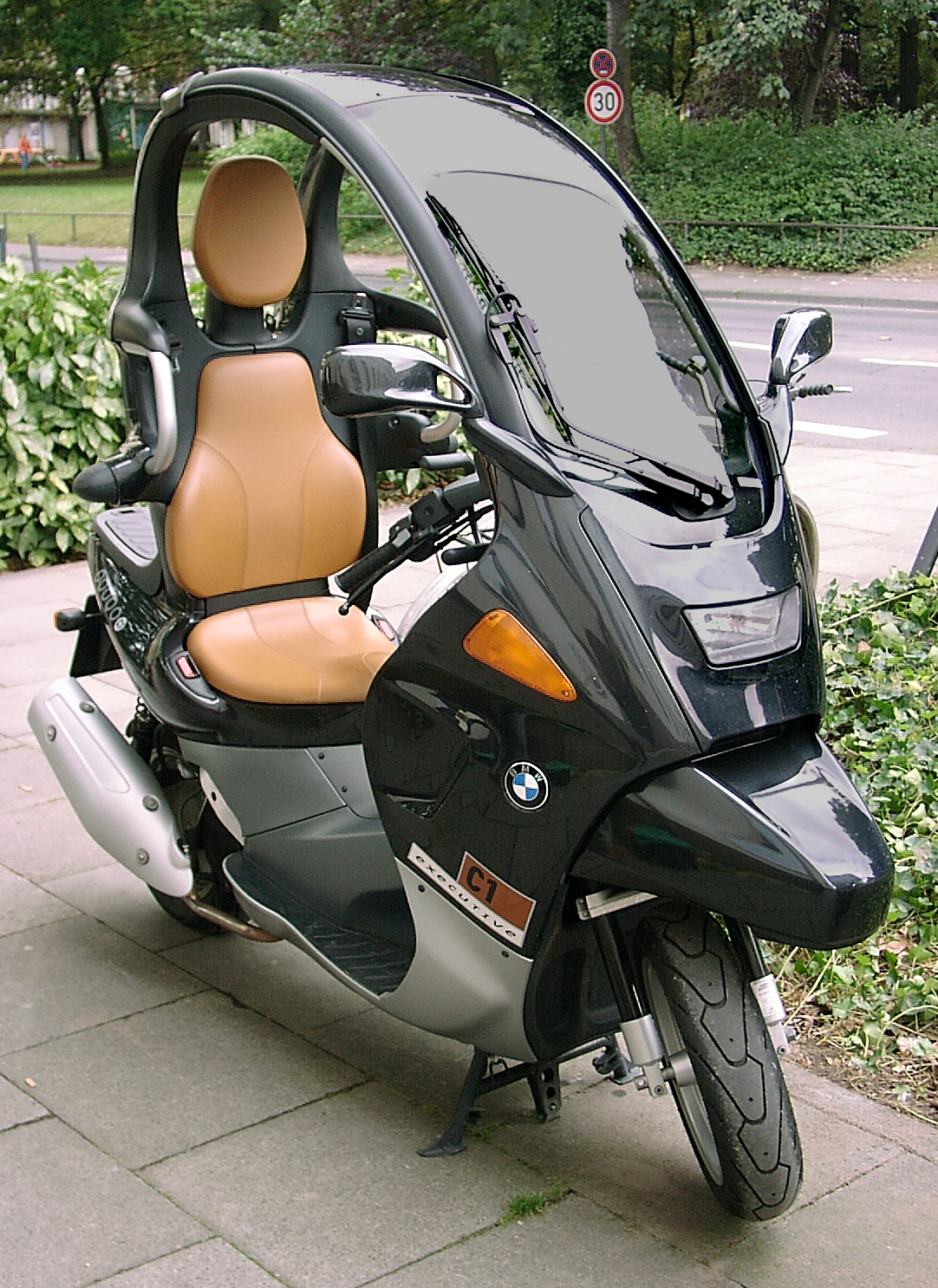
BMW C1, il primo ciclomotore coperto

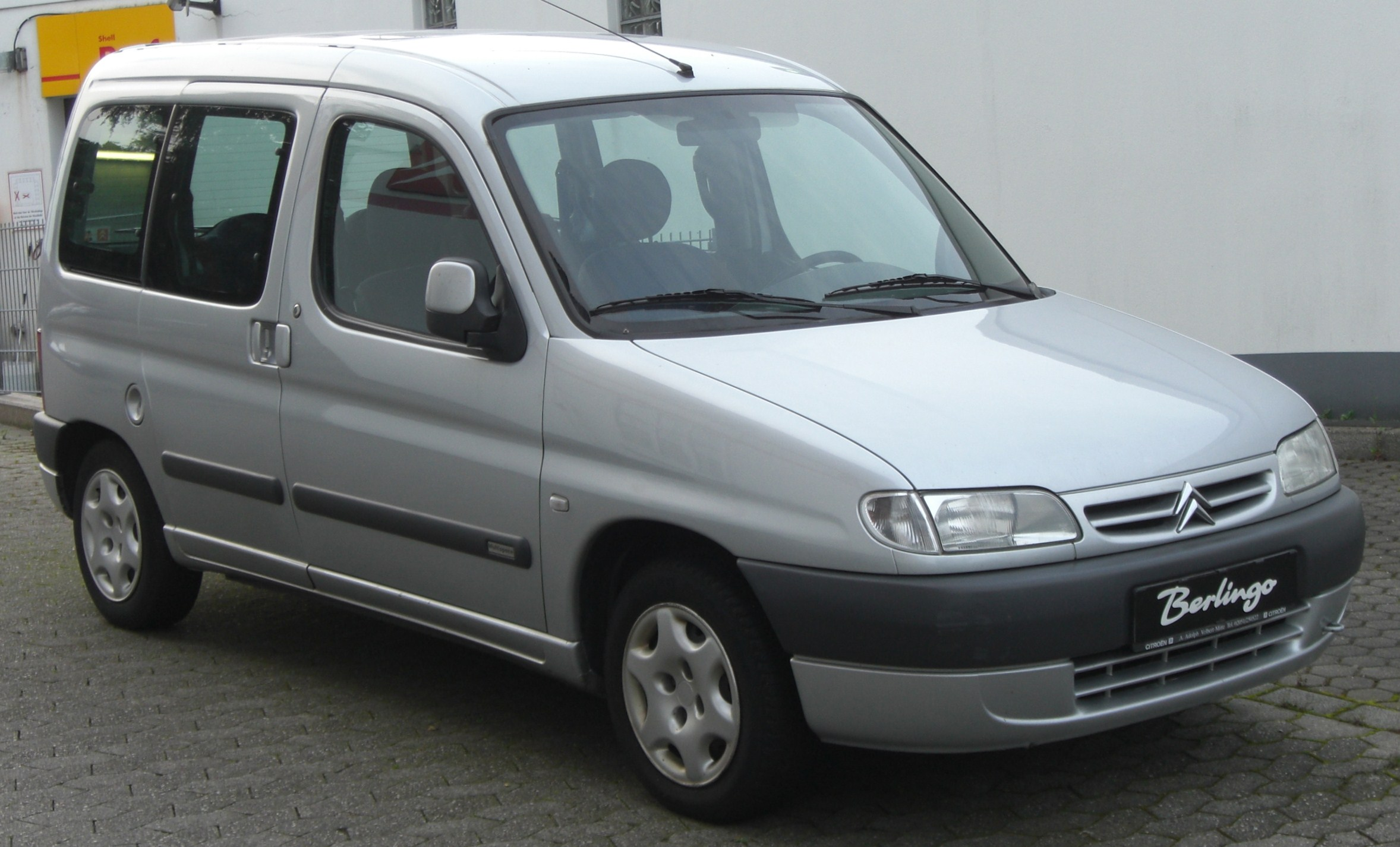
Citroën Berlingo prima serie pre-restyling

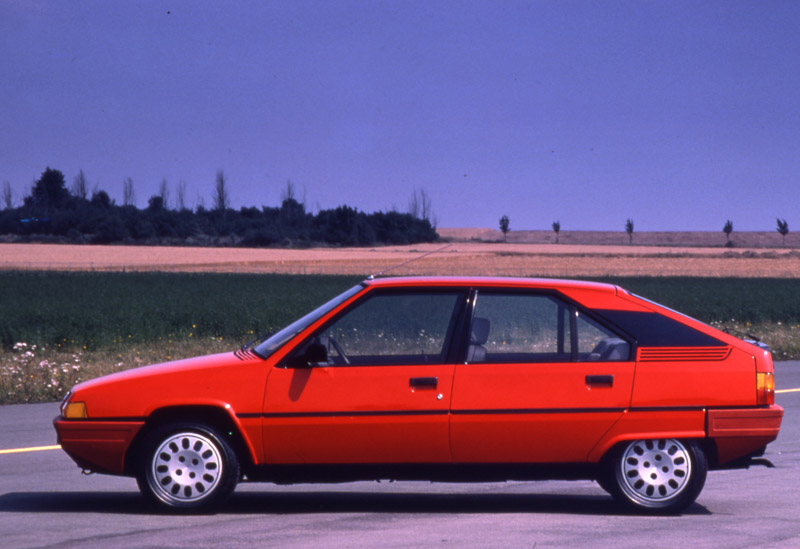
Citroën BX

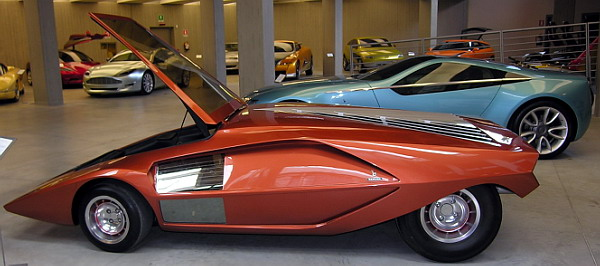
Lancia Stratos 0, il primo prototipo di Lancia Stratos presentato nel 1970

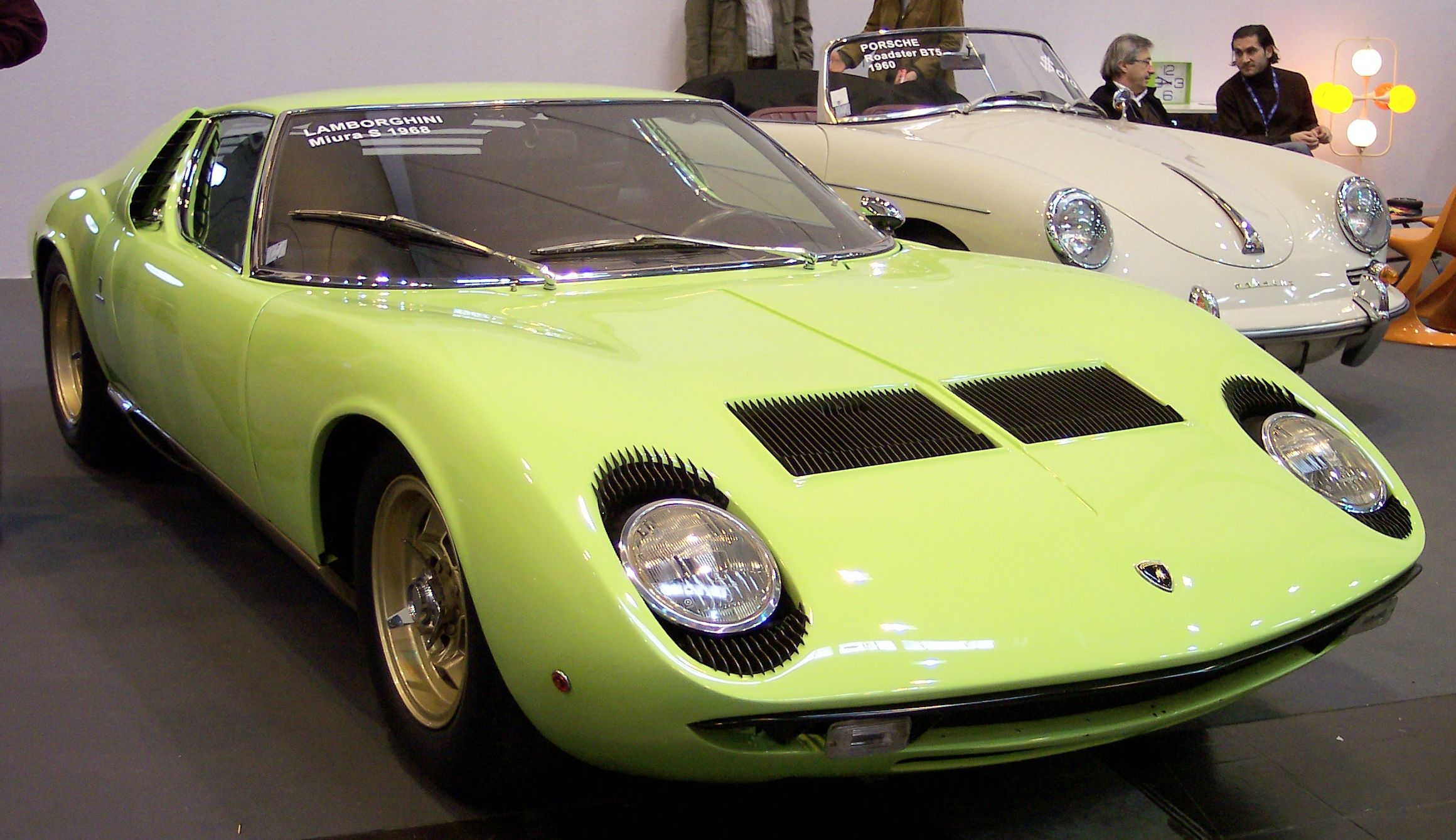
Lamborghini Miura

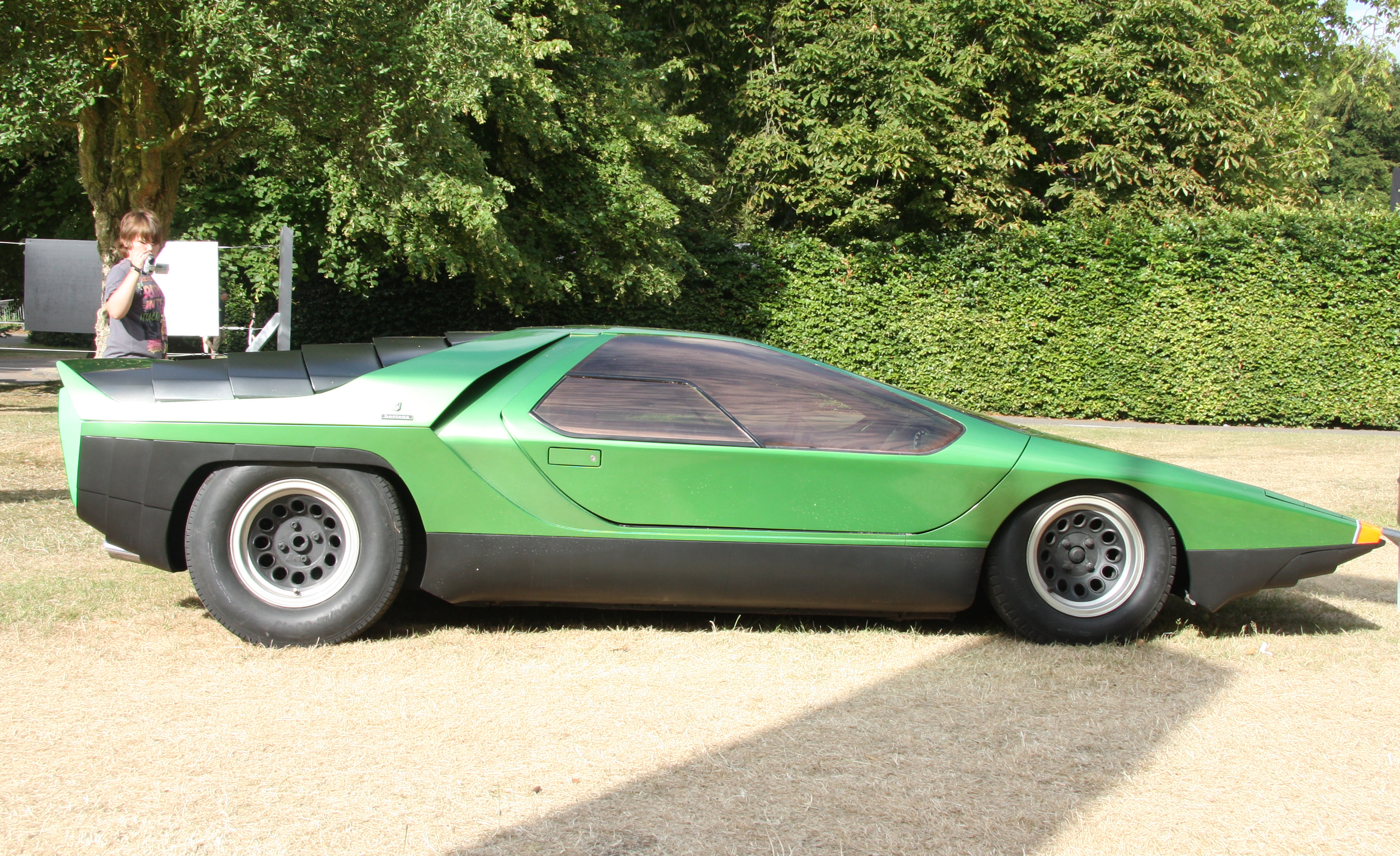
Alfa Romeo Carabo

- 1969: Innocenti Lambretta DL 125-150-200
- 1968: Innocenti Lambretta LUI 50-75
- 1968: Lamborghini Espada
- 1968: Alfa Romeo 1750/2000
- 1968: Alfa Romeo 33 Carabo
- 1968: Fiat 850 Sport Spider Racer Team Berlinetta
- 1967: Alfa Romeo Montreal
- 1967: Lamborghini Marzal
- 1967: Fiat Dino coupé
- 1967: Toyo Kogyo Mazda 1500/1800
- 1966: Lamborghini Miura
- 1964: Alfa Romeo Giulia Sprint GT (e derivate)
- 1964: Alfa Romeo Canguro
- 1964: Fiat 850 Sport Spider
- 1964: lso Rivolta Coupé
- 1964: Iso Grifo
- 1963: Innocenti 186 GT
- 1963: Chevrolet Testudo
- 1962: Simca 1000/1200S coupé
- 1961: BMW 3200 CS Cabriolet
- 1961: Alfa Romeo 2000/2600 Sprint
- 1961: ASA 1000 GT Coupé
- 1961: ASA 1000 GT Spider
- 1961: Maserati 5000 GT
- 1961: Aston Martin DB4 GT Jet

Modelli Bertone degli anni '50
- 1959: Maserati 3500 GT
- 1958: NSU Prinz Sport
- 1957: Aston Martin DB2/4 Coupé
- 1956: Alfa Romeo Giulietta SS
- 1956: Alfa Romeo Giulietta Sprint
- 1956: Fiat Abarth 750 Record
- 1955: Alfa Romeo BAT-9
- 1954: Alfa Romeo 2000 Sportiva
- 1954: Alfa Romeo BAT-7
- 1953: Alfa Romeo BAT-5

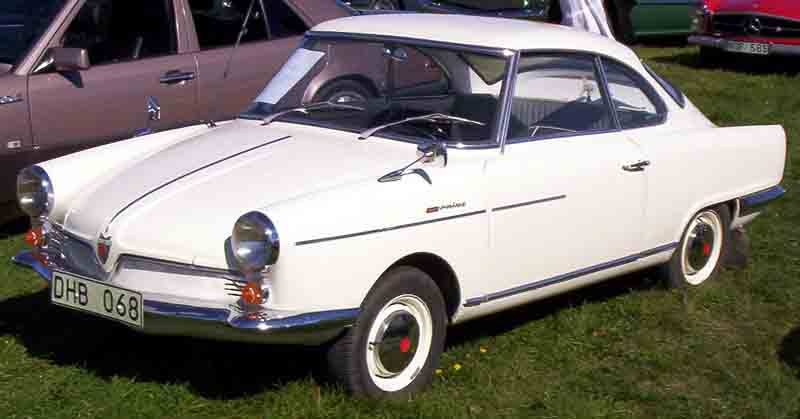
NSU Sport Prinz del 1964

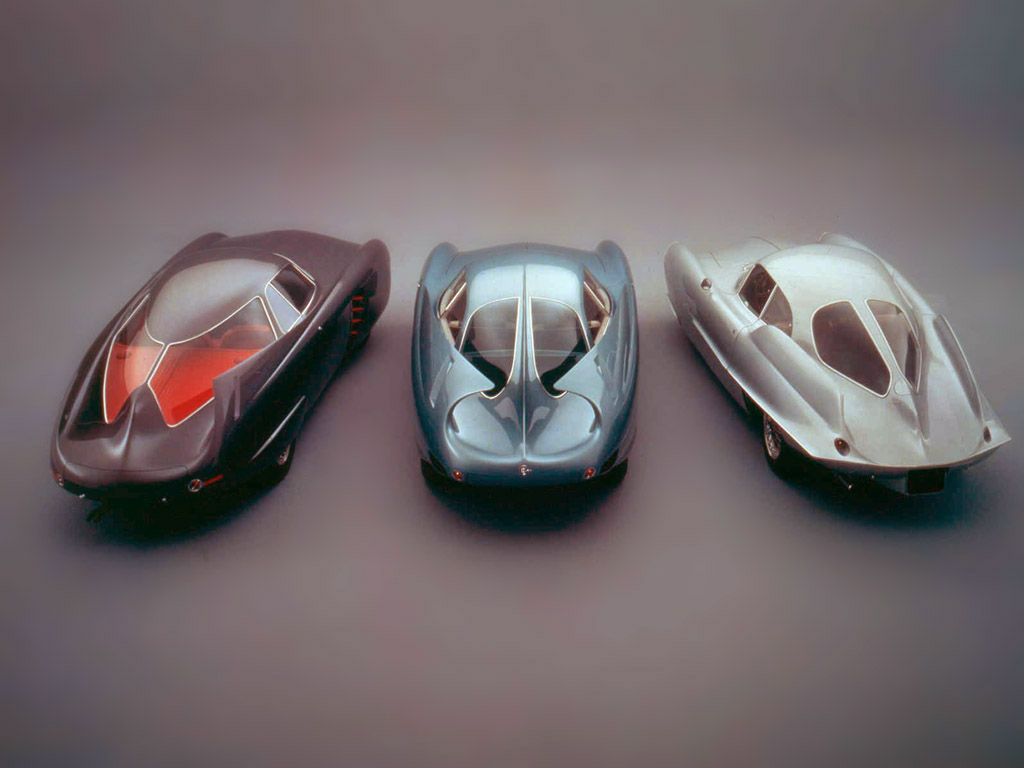
Le tre Alfa Romeo BAT (da sinistra: BAT 5, BAT 7, BAT 9)

- 1953: Aston Martin DB2/4 Cabriolet
- 1953: Fiat 1100 Berlina Smart
- 1953: MG Arnolt
- 1953: Arnolt Bristol
- 1952: Siata 208 Sport CS Barchetta
- 1951: Fiat 1400 Cabriolet St. Leger
- 1951: Fiat 1100 Cabriolet Derby
- 1951: Lancia Aurelia Victoria
- 1951: Siata Amica Cabriolet
- 1950: Siata Amica
- 1950: Fiat 1400 Berlina

Alcuni modelli Bertone prima degli anni '50
- 1949: Lancia Aprilia Cabriolet

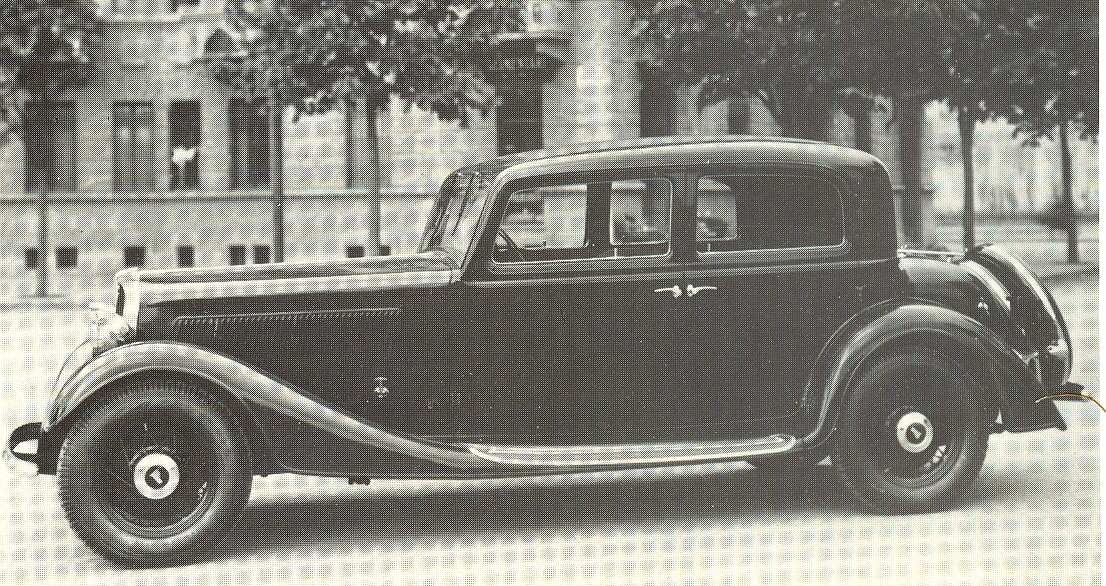
Fiat 527 S

- 1947: Fiat 1500 Cabriolet Lusso Speciale
- 1947: Fiat 500 Barchetta
- 1938: Fiat 500 "Topolino" Cabrio
- 1938: Fiat Balilla 1100 Cabriolet
- 1936: Fiat 1500
- 1934: Alfa Romeo 6C 2300
- 1934: Fiat 527 S
- 1934: Fiat Balilla
- 1931: Lancia Artena
- 1928: Lancia Lambda
- 1925: Fiat 505 Coupé De Ville
- 1925: Diatto Tipo 20A
- 1922: Lancia Trikappa
- 1921: Fiat 15 TER
- 1921: SPA Tipo 23